# Cancrincola plumipes
Cancrincola plumipes is een eenoogkreeftjessoort uit de familie van de Cancrincolidae. De wetenschappelijke naam van de soort is voor het eerst geldig gepubliceerd in 1941 door Humes.